# Coupe des champions féminine de volley-ball 1990-1991
Navigation
Coupe des champions 1989-1990 Coupe des champions 1991-1992
La coupe des champions est la plus importante compétition de club de volley-ball féminin, de la saison 1990-1991, en Europe.

## Tours de qualification

### Phase finale

#### Finale à quatre
|  | Demi-finales                        | Demi-finales                        |                        |   | Finale                       | Finale                       |
|  | Demi-finales                        | Demi-finales                        |                        |   | Finale                       | Finale                       |
|  |                                     |                                     |                        |   |                              |                              |
|  | 23.02.91, 15-8, 14-16, 15-12, 15-13 | 23.02.91, 15-8, 14-16, 15-12, 15-13 |                        |   | 24.02.91, 15-12, 16-14, 15-6 | 24.02.91, 15-12, 16-14, 15-6 |
|  | 23.02.91, 15-8, 14-16, 15-12, 15-13 | 23.02.91, 15-8, 14-16, 15-12, 15-13 |                        |   | 24.02.91, 15-12, 16-14, 15-6 | 24.02.91, 15-12, 16-14, 15-6 |
|  | Mladost Zagreb                      | 3                                   |                        |   | 24.02.91, 15-12, 16-14, 15-6 | 24.02.91, 15-12, 16-14, 15-6 |
|  | Mladost Zagreb                      | 3                                   |                        |   | 24.02.91, 15-12, 16-14, 15-6 | 24.02.91, 15-12, 16-14, 15-6 |
|  | Avéro OS Sneek                      | 1                                   |                        |   | 24.02.91, 15-12, 16-14, 15-6 | 24.02.91, 15-12, 16-14, 15-6 |
|  | Avéro OS Sneek                      | 1                                   | Mladost Zagreb         | 3 |                              |                              |
|  | 23.02.91, 15-10, 15-12, 15-12       |                                     | Mladost Zagreb         | 3 |                              |                              |
|  |                                     | Ouralotchka Sverdlovsk              | 0                      |   |                              |                              |
|  | Ouralotchka Sverdlovsk              | Ouralotchka Sverdlovsk              | 0                      | 3 |                              |                              |
|  | Ouralotchka Sverdlovsk              |                                     |                        | 3 |                              |                              |
|  | Olimpia Teodora Ravenne             | 0                                   |                        |   |                              |                              |
|  | Olimpia Teodora Ravenne             | 0                                   | Match pour la 3e place |   |                              |                              |
|  |                                     |                                     |                        |   |                              |                              |
|  | 24.02.91, 15-11, 15-11, 15-13       |                                     |                        |   |                              |                              |
|  |                                     |                                     |                        |   |                              |                              |
|  | Olimpia Teodora Ravenne             | 3                                   |                        |   |                              |                              |
|  | Olimpia Teodora Ravenne             | 3                                   |                        |   |                              |                              |
|  | Avéro OS Sneek                      | 0                                   |                        |   |                              |                              |
|  | Avéro OS Sneek                      | 0                                   |                        |   |                              |                              |